# Фёдор Несвицкий
Фёдор Несвицкий (ум. 1442) — западнорусский князь-магнат, военный и государственный деятель Великого княжества Литовского, староста кременецкий (1432—1435) и подольский (1432—1434), активный участник династической борьбы на стороне Свидригайла.

## Биография
Согласно мнению Юзефа Вольфа, Фёдор Несвицкий был родоначальником княжеских родов Збаражских и Вишневецких.
Другой исследователь — Юзеф Пузына — создал гипотезу, по которой считал его идентичным князю Фёдору Корибутовичу на основе хроник Мацея Стрыйковского, также потому, что они ни разу не были упомянуты вместе. Сторонники других версий указывают на разницу гербов (печатей) Несвижского и Корибутовича, невозможность многократного изменения сюзеренов на малом временном промежутке.
В 1430 году староста галицкий Михаил Бучацкий убедил князя Фёдора Несвицкого перейти на сторону польского короля Владислава ІІ Ягелло.
В источниках часто упоминается в 1431—1435 годах. 1 сентября 1431 года подписал вместе с другими литовскими вельможами мирный договор в Черторижске между Свидригайло и Владислава Ягелло. 22 октября 1431 года упоминается в письме Ягайло Свидригайло как «voievoda vester». 15 мая 1432 года подписал мирный договор между великим князем литовским Свидригайло и Тевтонским Орденом в Христмемеле. В 1432 году часто упоминается в письмах Свидригайло к руководству Тевтонского Ордена.
30 сентября 1432 года князь Фёдор Несвицкий разбил в битве под Копестрином на реке Мурафа польское войско (Ян Длугош ошибочно называет его Фёдором Острожским). 22 марта 1433 года вместе с другими русско-литовскими сановниками подписал в Витебске письмо на церковный собор в Базеле. 11 апреля 1433 года великий магистр Тевтонского ордена советовал Свидригайло ударить в тыл поляками вместе с Фёдором Несвицким. 23 апреля 1433 года после захвата Луцка князья Фёдор Несвицкий и Александр Иванович Нос были назначены Свидригайлом наместниками в городе.
Весной 1433 года князь Ф. Несвицкий взял в плен Теодора Бучацкого-Язловецкого, затем вместе с князем Александром Носом и татарами осадил и сжег город Брест. После подхода отрядов мазовецких князей и общего ополчения западнорусских земель, входивших в состав Польши, князья отступили.
Весной 1434 года Фёдор Несвицкий взял в плен польский отряд и любимую придворную даму польской королевы Софии. Не получив надлежащего вознаграждения от Свидригайло, князь в сентябре перешел в Кременце на сторону польского правительства.
23 марта 1435 года польские власти признали князя Фёдора Несвицкого потомственным владельцем Збаража, Винницы, Хмельника и Соколицы.